# Paz de Jam Zapolski

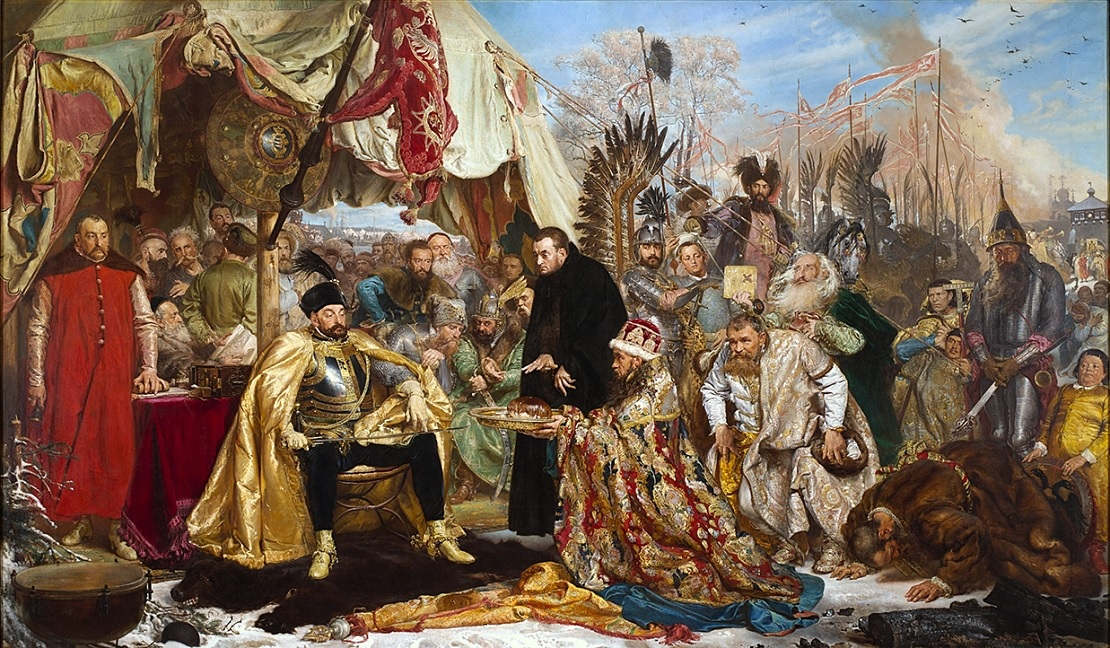
Batory em Pskov, 1579. Pintura de Jan Matejko em 1872.

A Paz de Jam Zapolski foi um tratado de paz que, após o Cerco de Pskov, encerrou a longa Guerra da Livônia (1558-1582) e também a série de Guerras moscovita-lituana do século XVI.
Foi concluído com a ajuda do legado papal Antonio Possevino e foi assinado em 15 de janeiro de 1582 pelo rei Stefan Batory da República das Duas Nações e o czar da Rússia, Ivan, o Terrível, e estabeleceu uma trégua de vinte anos. Nos termos do tratado, a Rússia renunciou suas reivindicações à Livônia e Polotsk, mas não concedeu nenhum território russo, no qual Batory após ter ocupado, havia retirado os seus exércitos (particularmente, ele desistiu do Cerco de Pskov e deixou a cidade de Velikiye Luki.
A trégua foi prorrogada por mais vinte anos em 1600, quando uma missão diplomática em Moscou chefiada por Lew Sapieha concluiu negociações com o Tzar Boris Godunov.  A trégua foi rompida quando os poloneses invadiram a Moscóvia em 1605.

## Referência
- «A disputa pelo domínio do Mar Báltico.»